# Santa Mónica, Puebla
Santa Mónica är en ort i Mexiko.   Den ligger i kommunen Cohetzala och delstaten Puebla, i den sydöstra delen av landet, 140 km söder om huvudstaden Mexico City. Santa Mónica ligger 765 meter över havet och antalet invånare är 501.
Terrängen runt Santa Mónica är huvudsakligen kuperad, men söderut är den bergig. Santa Mónica ligger nere i en dal. Runt Santa Mónica är det glesbefolkat, med 9 invånare per kvadratkilometer. Närmaste större samhälle är Jolalpan, 14,0 km norr om Santa Mónica. I omgivningarna runt Santa Mónica växer huvudsakligen savannskog.